# Paraguay Open 2025
Il Paraguay Open 2025 è stato un torneo maschile di tennis professionistico. È stata la 2ª edizione del torneo, facente parte della categoria Challenger 75 nell'ambito dell'ATP Challenger Tour 2025, con un montepremi di 100 000 $. Si è giocato dal 17 al 23 marzo 2025 sui campi in terra rossa di Asunción, in Paraguay.

## Partecipanti

### Teste di serie
| Nazionalità | Giocatore               | Ranking* | Testa di serie |
| ----------- | ----------------------- | -------- | -------------- |
| Brasile     | Thiago Monteiro         | 105      | 1              |
| Colombia    | Daniel Elahi Galán      | 123      | 2              |
| Argentina   | Román Andrés Burruchaga | 136      | 3              |
| Cile        | Tomás Barrios Vera      | 153      | 4              |
| Argentina   | Facundo Mena            | 188      | 5              |
| Paraguay    | Daniel Vallejo          | 195      | 6              |
| Perù        | Juan Pablo Varillas     | 198      | 7              |
| Bolivia     | Murkel Dellien          | 199      | 8              |

* Ranking al 3 marzo 2025.

### Altri partecipanti
I seguenti giocatori hanno ricevuto una wild card per il tabellone principale:
- Pedro Boscardin Dias
- Hernando José Escurra Isnardi
- Santino Núñez

I seguenti giocatori sono passati dalle qualificazioni:
- Conner Huertas del Pino
- Lorenzo Joaquín Rodríguez
- Mariano Kestelboim
- Felix Corwin
- Benjamín Torrealba
- Gustavo Ribeiro de Almeida

Il seguente giocatore è entrato in tabellone come lucky loser:
- Igor Gimenez

## Punti e montepremi
| Torneo    | Torneo              | V     | F     | SF    | QF    | 2T    | 1T  | Q | Q2  | Q1  |
| Singolare | Punti               | 75    | 44    | 22    | 12    | 6     | 0   | 4 | 2   | 0   |
| Singolare | Premi in denaro ($) | 9 880 | 5 820 | 3 450 | 2 000 | 1 165 | 720 | – | 360 | 185 |
| Doppio    | Punti               | 75    | 44    | 22    | 12    | –     | 0   | – | –   | –   |
| Doppio    | Premi in denaro ($) | 4 250 | 2 450 | 1 480 | 880   | –     | 500 | – | –   | –   |

## Campioni

### Singolare
Emilio Nava ha sconfitto in finale  Thiago Monteiro con il punteggio di 7–5, 6–3.

### Doppio
Vasil Kirkov /  Matías Soto hanno sconfitto in finale  Guillermo Durán /  Mariano Kestelboim con il punteggio di 6–3, 6–4.